# Joram Willink
Pour les articles homonymes, voir Willink.
Joram Willink, né le 22 avril 1975 à Almelo, est un producteur de cinéma néerlandais.

## Filmographie
- 2004 : Hush Hush Baby de Albert ter Heerdt[2]
- 2006 : Bolletjes Blues de Karin Junger et Brigit Hillenius[3]
- 2014 : Anything Goes de  Steven Wouterlood
- 2015 : King's Day de Steven Wouterlood
- 2015 : Son of Mine de Remy van Heugten[4]
- 2016 : Superstar Vr de Steven Wouterlood[5]
- 2017 : Jungle de Hetty de Kruijf[6]
- 2018 : Nothing to Declare de Hetty de Kruijf[7]
- 2018 : Mooi Geweest de Mari Sanders[8]
- 2018 : Ga Niet Naar Zee de Sander Burger[9]